# Constantine Giannaris
Constantine Giannaris, grekisk producent, manusförfattare och skådespelare född 1959.

## Roller
- (2000) - Mavro Gala
- (1998) - Apo Tin Akri Tis Polis
- (1995) - 3 Steps To Heaven